# 無證無罪
无迹可寻是美国创作歌手泰勒·斯威夫特制作的歌曲，由美国海慕樂團客串，收录于第九张录音室专辑《永恒故事》。她出于对犯罪纪录片和播客的热爱谱曲，与亞倫·戴斯納一同制作。无迹可寻是一首谋杀歌谣，融合美式音乐、乡村音乐、鄉村搖滾、鄉村流行樂的风格，讲述某位朋友口中伊斯特（Este）的谋杀案。2021年1月11日，Republic唱片和环球音乐集团纳什维尔联合将此曲发行为单曲，送给美国乡村电台。
部分评论家称赞无迹可寻的乡村风格十分轻松，然亦有人认为歌曲理念和海慕的演唱分量不如人意。此曲在Billboard Global 200榜最高排名第16，且在澳大利亚、加拿大、爱尔兰和英国名列前20。它在澳大利亚、巴西、新西兰和英国获得销售认证。2023年，斯威夫特和海慕在時代巡迴演唱會开场演唱此曲。

## 背景和作曲
美国在2019冠狀病毒病疫情中实行封锁措施后，泰勒·斯威夫特、亞倫·戴斯納和杰克·安东诺夫一同制作第八张录音室专辑《民间故事》。斯威夫特认为，此专辑是自己在封城期间天马行空创作神话的结果。《民间故事》在2020年7月24日无预告发行后广受好评。2020年9月，斯威夫特、安东诺夫和戴斯納在哈德遜河谷长塘录音室（Long Pond Studio）拍摄《民间故事：长塘录音室现场》。在此纪录片中，斯威夫特演奏《民间故事》的所有单曲，并讨论专辑背后的灵感和创作过程。三人拍摄纪录片后，庆祝《民间故事》的成绩，再留在长塘录音室谱曲。他们所作的歌曲后来集合成《永恒故事》，而斯威夫特将其描述为《民间故事》的“姐妹专辑”。
斯威夫特出于对犯罪纪录片和播客的热爱，用橡胶琴桥的吉他为无迹可寻作曲。她向一起作曲的戴斯納发送语音备忘录。她对歌曲的意象有具体想法，希望美国的海慕樂團能演唱一部分。鉴于此，她将歌曲发送给成员伊斯特·海姆，问她愿不愿意演唱一段。海姆立即答应斯威夫特。戴斯納和乔纳森·洛（Jonathan Low）在長塘錄音室录制无迹可寻，而洛再录制斯威夫特的人声，将歌曲混音。歌曲中的背景人声由伊斯特·海姆和丹妮尔·海姆提供，由阿里埃勒·雷克沙伊德和马特·迪莫纳（Matt DiMona）录制。歌曲的母带由格雷格·卡尔比和史蒂夫·法伦制作。戴斯納提供田野录音，演奏钢琴、电贝斯、木吉他、电吉他、曼陀林和合成器；乔希·考夫曼（Josh Kaufman）演奏膝上钢棒吉他、电吉他、风琴和口琴；J·T·贝茨演奏鼓组。

## 音乐和歌词
无迹可寻时长3分35秒。音乐记者认为此曲为速度适中的谋杀歌谣和分手歌，将其分类为美式音乐、乡村音乐、鄉村搖滾和鄉村流行樂。
《美国词曲作家》的马德琳·克龙（Madeline Crone）认为海慕樂團为此曲带来流行摇滚的要素。在歌曲中，斯威夫特的人声带有鼻音（twang），吉他声则有类似的拨弦声——Vulture的贾斯廷·克托觉得这是斯威夫特自第四个录音室专辑《红》（2012年）以来“鼻音最明显的一次”。歌曲开头有警報器响声和“He did it”（是他干的）的低语。部分报纸将无迹可寻与其他乡村音乐家的作品比较，如瑪蒂娜·麥克布萊德的Independence Day（1994年）、狄克西女子合唱團的Goodbye Earl（2000年）、凱莉·安德伍的Before He Cheats（2006年）和米兰达·兰伯特的歌曲。
歌曲讲述一篇黑暗的故事，融合不忠、复仇和未破解的谋杀案这些要素。在故事中，一位名为伊斯特（名称取自伊斯特·海姆）的女子面对偷情的丈夫，因而遇害。旁白为伊斯特的朋友，杀死其丈夫，然后诬陷拿出一大笔人寿保险的情婦，而伊斯特的妹妹作证称两人的确在一起。副歌由“I think he did it but I just can't prove it”（我觉得是他干的，但我就是拿不出证据来）重复多次而成。《新音乐快递》的汉娜·米尔雷（Hannah Mylrea）将歌词意象与大卫·芬奇的电影相比较。

## 发行和宣传
无迹可寻是《永恒故事》的第六首歌曲。此专辑于2020年12月11日无预告发行。2021年1月11日，Republic唱片和環球音樂集團納什維爾联合将此曲发行为单曲，向美国乡村电台推广。 无迹可寻在2020年12月26日的《告示牌》全球榜排名第16，且在加拿大（第11）、爱尔兰（第11）、澳大利亚（第16）、 英国（第19）、新加坡（第28）和纽西兰（第29）的排行榜中名列前30。在美国，此曲在《告示牌》熱門鄉村歌曲榜位列第2、在《滚石》百强单曲榜位列第12、在《告示牌》百强单曲榜位列第34。它在Billboard Country Airplay最初排名第60，最高排名第54。此曲也在斯洛伐克名列第70，在葡萄牙名列第83。它在澳大利亚获白金认证、在巴西和新西兰获金认证、在英国获银认证。

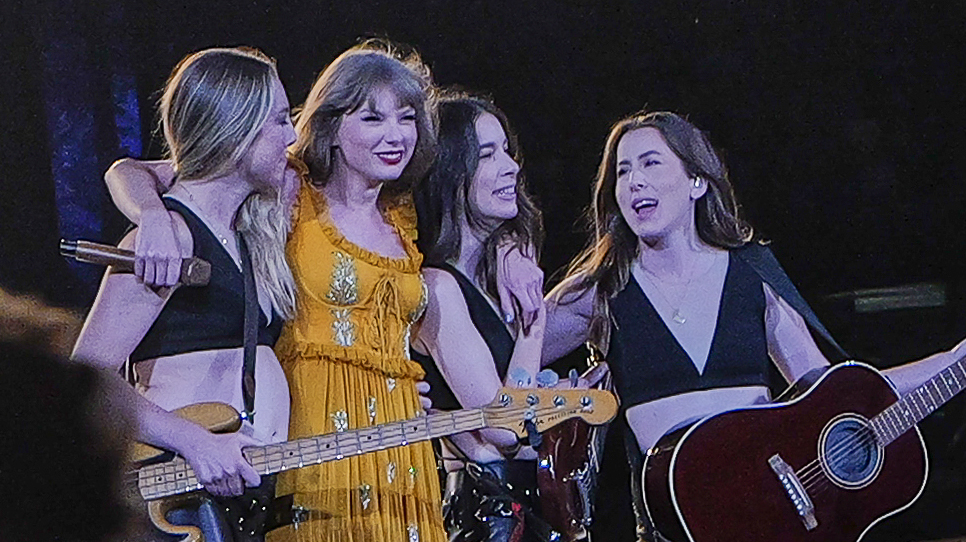
2023年8月9日，斯威夫特和海慕樂團在時代巡迴演唱會演奏

专辑发行后，斯威夫特于2023年3月举行時代巡迴演唱會。她在某一场表演开幕时与海慕樂團演奏，而其中《永恒故事》幕的第一首歌曲不是該死的季節，而是无迹可寻。斯威夫特现场演唱的版本与专辑中的相比，稍带另类乡村的风格。樂團中的每个成员都弹奏木吉他、电贝斯或电吉他，抑或与斯威夫特演唱。2024年6月15日，斯威夫特在第三场利物浦表演用木吉他弹奏此曲和Carolina（2022年）的混搭。
无迹可寻发行后，歌中提及的美国连锁餐厅橄榄园名噪一时。橄榄园首席执行官吉恩·李因此感谢斯威夫特此一举。真實犯罪播客《Crime Junkie》於2021年愚人节讲述一篇埃丝特·霍利斯（Esther Hollis；无迹可寻中受害者的改造）遇害的虚构故事。斯威夫特对此感到欣喜，给出“13星评分”，说自己还在通讯录中将伊斯特·海姆改名为“Esther Hollis”。

## 评价
部分音乐评论家称赞无迹可寻乡村风格很轻松。Stereogum的汤姆·布雷汉（Tom Breihan）认为此曲是“斯威夫特几年来乡村风味最浓的歌曲”；《今日美國》的帕特里克·莱恩（Patrick Ryan）觉得它“十分焦灼”，标志斯威夫特正在“顽皮地回归乡村音乐”。《综艺》的克里斯·威尔曼（Chris Willman）将其描述为专辑中唯一快乐的歌曲，认为它不像其他歌曲般深刻。《告示牌》的杰森·利普舒茨（Jason Lipshutz）同样觉得它很欢乐，与《永恒故事》描述的感情混乱呈现对比，将其评为专辑中第二好的歌曲。汉娜·米尔雷赞扬此曲混合各种风格，而《Spin》的博比·奥利维尔（Bobby Olivier）觉得副歌朗朗上口。
有的评论家则针对歌曲理念和歌中很少出现海慕樂團的情况。羅伯特·克里斯特高在“消费指南”专栏中写到，虽然自己看《永恒故事》时第一个注意到的是无迹可寻，但听了几次后就越发厌倦。他认为此曲“像一部十分吸引人但毫无新意的刑侦剧”。贾斯廷·克托赞扬海慕樂團的客串为《永恒故事》的“缓慢节奏”增添生机，但认为歌曲讲述的故事相当乏味，也觉得斯威夫特的作词不如之前有关复仇的歌曲。《新政治家》的埃伦·
皮尔逊-哈格尔认为它是专辑中的一处差错。他觉得副歌的歌词很单调，海慕樂團的演唱又不够生动活泼，所以认为此曲有点不自然。《Slate》卡尔·威尔逊同样也批评海慕樂團只用在背景人声的情况。无迹可寻出现于《滚石》（；第181/274）
和Vulture（奈特·琼斯，Nate Jones；第202/245）的斯威夫特歌曲排名中。

## 制作人员
取自《永恒故事》的专辑注释。
- 泰勒·斯威夫特 − 主唱、词曲、制作
- 海慕樂團 – 客串
  - 丹妮尔·海姆（英语：Danielle Haim） − 背景人声
  - 伊斯特·海姆（英语：Este Haim） − 背景人声
- 亞倫·戴斯納 − 制作、录音工程师、田野录音、钢琴、电贝斯、木吉他、电吉他、曼陀林、合成器
- 乔纳森·洛（Jonathan Low） − 录音工程师、斯威夫特人声录音工程师、混音工程师
- 阿里埃勒·雷克沙伊德（英语：Ariel Rechtshaid） − 海慕樂團人声录音工程师、混音工程师
- 马特·迪莫纳（Matt DiMona） − 海慕樂團人声录音工程师
- 格雷格·卡尔比（英语：Greg Calbi） − 母带工程师
- 史蒂夫·法伦（英语：Steve Fallone） − 母带工程师
- 乔希·考夫曼（Josh Kaufman） - 膝上钢棒吉他（英语：lap steel guitar）、电吉他、风琴、口琴
- J·T·贝茨 − 鼓组

## 榜单表现
| 榜单（2020–2021年）                  | 最高名次 |
| ------------------------------------ | -------- |
| 澳大利亚（澳大利亚唱片业协会單曲榜） | 16       |
| 加拿大（Canadian Hot 100）           | 11       |
| 全球（Billboard Global 200）         | 16       |
| 愛爾蘭（愛爾蘭唱片音樂協會单曲榜）   | 11       |
| 新西兰（新西兰唱片音乐协会单曲榜）   | 29       |
| 葡萄牙（葡萄牙唱片業協會单曲榜）     | 83       |
| 新加坡（新加坡唱片業協會）           | 28       |
| 斯洛伐克（電台百強單曲榜）           | 70       |
| 英國（官方榜单公司單曲榜）           | 19       |
| 美国（《告示牌》百大單曲榜）         | 34       |
| 美國（《告示牌》Country Airplay）    | 54       |
| 美國（《告示牌》热门乡村歌曲榜）     | 2        |
| 美国（《滚石》百强单曲榜）           | 12       |

## 销量认证
| 地區                           | 认证 | 认证单位/销量 |
| ------------------------------ | ---- | ------------- |
| 澳大利亚（澳大利亚唱片业协会） | 白金 | 70,000‡       |
| 巴西（巴西唱片業協會）         | 金   | 20,000‡       |
| 新西兰（新西兰唱片音乐协会）   | 金   | 15,000‡       |
| 英国（英国唱片业协会）         | 银   | 200,000‡      |
| ‡僅含認證的+實際銷量           |      |               |

## 脚注
1. ↑  来源自《滚石》的克莱尔·谢弗、[12]Vulture的贾斯廷·克托、[16]《新政治家》的埃伦·
皮尔逊-哈格尔、[17]《衛報》的亚历克西斯·彼得里迪斯、[18]Slate的卡尔·威尔逊、[19]The Ringer的罗布·哈维拉、[20]Taste of Country的卡蕾娜·
利普塔克、[21]《偏锋杂志》的乔纳森·基夫。[22]